# Nowa Łuka (Białoruś)
Nowa Łuka (biał. Новая Лука; ros. Новая Лука) – wieś na Białorusi, w obwodzie witebskim, w rejonie brasławskim, w sielsowiecie Dalekie.

## Historia
W dwudziestoleciu międzywojennym wieś leżała w Polsce, w województwie nowogródzkim (od 1926 w województwie wileńskim), w powiecie dziśnieńskim (od 1926 w powiecie brasławskim), w gminie Bohiń.
Według Powszechnego Spisu Ludności z 1921 roku wieś zamieszkiwało 189 osób, 1 była wyznania rzymskokatolickiego a 188 prawosławnego. Jednocześnie 8 mieszkańców zadeklarowało polską przynależność narodową a 181 białoruską. Było tu 35 budynków mieszkalnych. W 1931 w 35 domach zamieszkiwało 178 osób.
Wierni należeli do parafii rzymskokatolickiej w Dalekiem i prawosławnej w Bohiniu. Miejscowość podlegała pod Sąd Grodzki w Opsie i Okręgowy w Wilnie; właściwy urząd pocztowy mieścił się w Bohiniu.